# 植田浩司
植田 浩司（うえだ こうじ）は、京都情報大学院大学教授、国際協力機構専門家。 専門分野は、プログラミング、マルチメディア、ICTに関するカリキュラム開発、発展途上国への技術移転である。

## 略歴
関西大学工学部を経て同大学院工学研究科修士課程修了（機械工学専攻）、工学修士を取得。
ロチェスター工科大学大学院修士課程修了（コンピュータサイエンス専攻）。松下電工勤務を経て京都情報大学院大学教授就任後、 2004年9月より国際協力機構専門家としてモザンビーク共和国へ派遣。

## 研究発表
寺下陽一,植田浩司「インターネットによる"教室なし授業"」,日本科学教育学会研究会研究報告,14巻（1999-2000）1号,p.37-40